# Fotografika

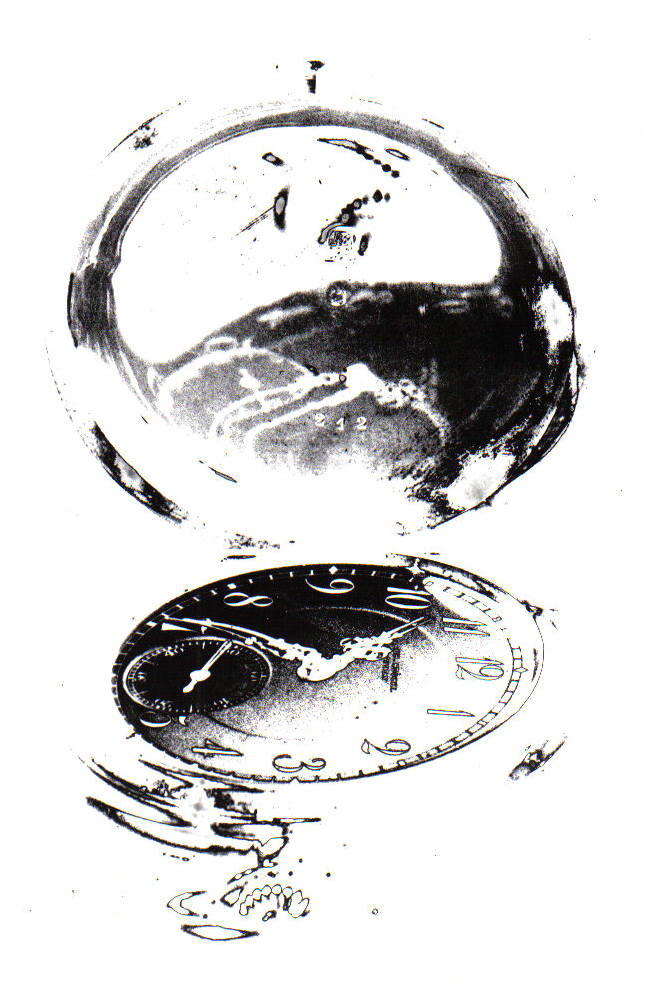
Fotografika vzniklá solarizací

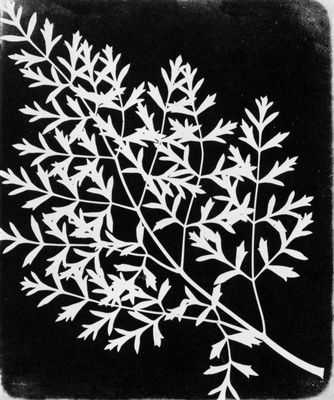
William Fox Talbot: Fotogenická kresba, cca 1839

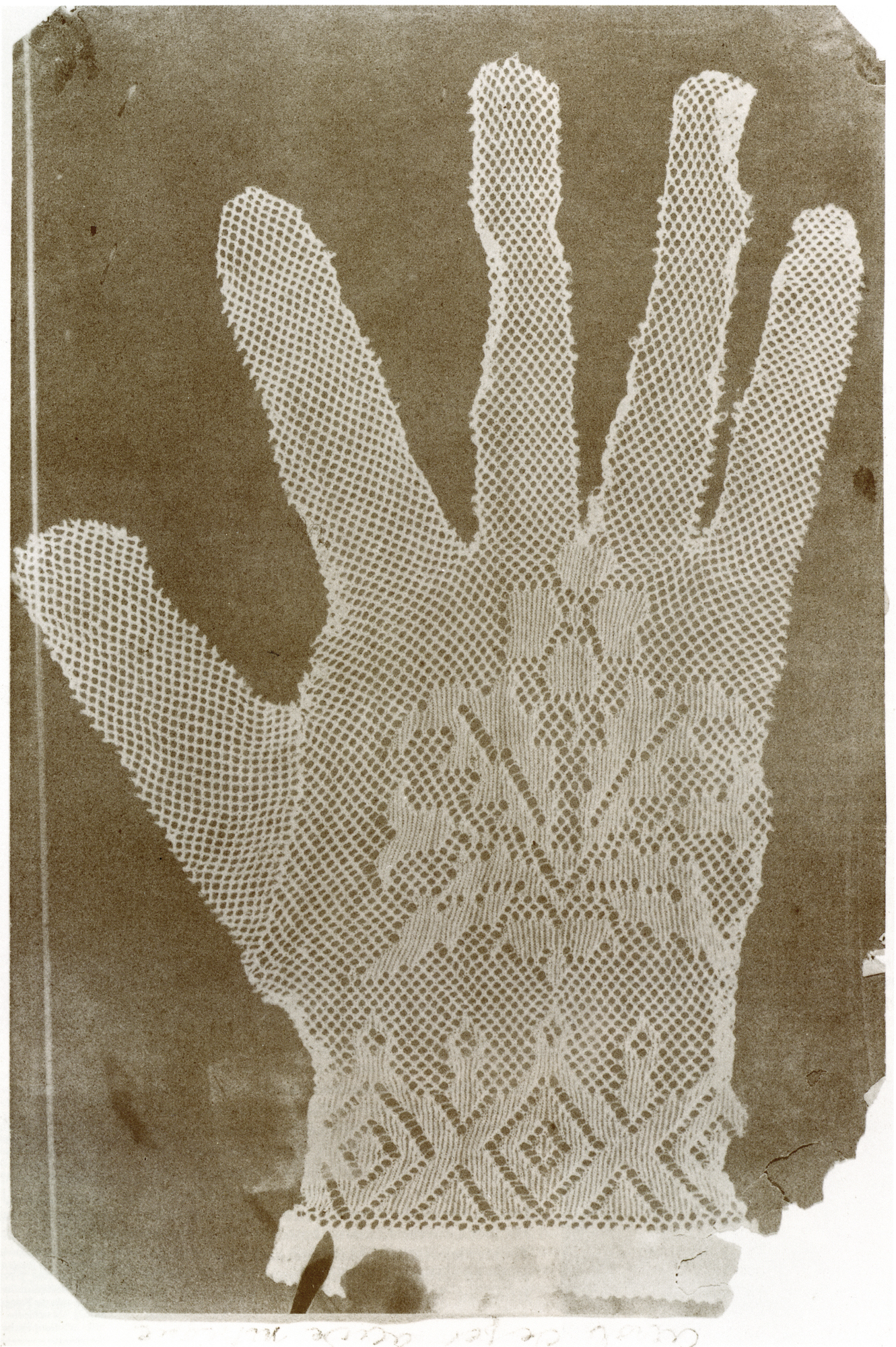
Hippolyte Bayard: Krajková rukavice, 1839 - 1840

Fotografika je výtvarná fotografická technika, která zvláštním (kontrastním) způsobem zhotovení negativu i pozitivů potlačuje nebo vynechává nepodstatné části obrazu. Jako fotografika sa označuje také obraz (bez polotónů) zhotovený touto technikou.

## Sabatierův efekt
Příkladem fotografiky může být Sabatierův efekt (pseudosolarizace). Jedná se o difúzní proces ve fotografické emulzi vznikající při dodatečném osvitu obrazu v průběhu vyvolávání; dalším vyvoláváním obraz zčerná, ale na rozhraní původních tonalit zůstává slabší světlejší charakteristická linie obrazu. Sabatierův efekt je možné připravit z negativních i pozitivních obrazů a je tím výraznější, čím je původní obraz kontrastnější. Částečný Sabatierův efekt (v obrazu s charakteristickými čarami je ještě další tonalita kresby) vznikne z negativů nebo pozitivů s nižším kontrastem. Úplný Sabatierův efekt (v obraze jsou jen charakteristické linie) vznikne jen při vysokém kontrastu.

## Fotogram
Fotogram je umělecká fotografická technika bez fotografického optického přístroje - kamery. Jde o stínový obraz vytvořený tak, že autor v temné komoře umístí pod zvětšovací přístroj nebo jiný zdroj světla neexponovaný fotopapír (resp. jakýkoliv světlocitlivý materiál), na kterém vytvoří kompozici z různě průsvitných předmětů. Po osvícení papíru, jeho vyvolání a ustálení vznikne obraz, kde na černém pozadí vystupují bílé, případně šedé předměty - podle délky expozice a průhlednosti předmětů.
William Henry Fox Talbot okolo roku 1838 - 1840 experimentoval s fotogramy rostlin. Ještě před ním však s fotogramy pracoval Hippolyte Bayard - roku 1837 se mu podařilo pořídit první fotogramy na citlivé papíry, které řadil chronologicky v albu. Asi nejznámějším světovým tvůrcem fotogramů byl americký umělec Man Ray (proto pojmenování rayogramy), v české fotografii vytvořil nejsilnější díla Jaroslav Rössler.

## Další význam
Termín fotografika razil Polák Jan Bułhak ve 20. letech dvacátého století s cílem odlišit fotografy - umělce od fotografů - řemeslníků. Výraz byl vytvořen sloučením slov fotografia i grafika.
Poprvé nové slovo Bułhak použil v roce 1927 v novinovém článku Emancypacja fotografii artystycznej w Polsce, ve kterém psal: Nastal čas, kdy v polské fotografii nastane koncepční rozdíl mezi řemeslníkem a umělcem. Ne proto, aby se snížila nebo diskvalifikovala spolehlivá a profesionální práce řemeslníka. Je to za účelem rozlišení druhové rozmanitosti a hierarchie umělce-fotografa a rehabilitovat jeho umění, aby se neztratilo jako zrnko písku v moři řemesel nebo luxusních obchodních hraček.. Aby umělec získal tento titul, musel podle Bułhaka spoléhat na kanovníky estetiky umění - hledat ideály v malířství a vzory v grafice. V praxi to znamenalo realizaci požadavků piktorialismu.
Navzdory svému významu pro polskou fotografii, Bułhak a jeho piktorialistická fotografika byly již ve své době archaickým pojmem. Byl často napodobován, později se stal známým fotografem „pohlednic“, pochopení jeho názorů zůstalo vniveč, termín fotografika zestárnul a v pozdější době jej zastoupil pojem výtvarná fotografie.

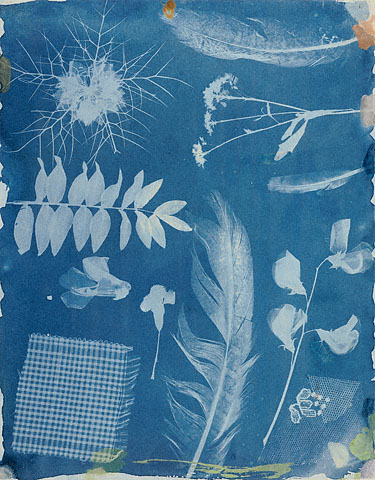
Hippolyte Bayard: Aranžované předměty, cca 1842, přímý pozitivní tisk